# Leptotrichus subterraneus
Leptotrichus subterraneus is een pissebed uit de familie Porcellionidae. De wetenschappelijke naam van de soort is voor het eerst geldig gepubliceerd in 1933 door Verhoeff.